# A Força da Razão
A Força da Razão (no original em italiano, La forza della ragione - ISBN 88-17-00296-8) é um livro publicado em 2004 pela escritora e jornalista italiana Oriana Fallaci. O livro é focado em critícas ao Islão e foi um best-seller na Europa.
No início do livro, Oriana Fallaci faz uma relação entre seu livro, e o livro do escritor Mastro Cecco, autor de um livro hérege que foi queimado durante a inquisição em 1327. Ela demonstra um grande preocupação com a Europa e a constante imigração de muçulmanos, e que sobre o dominío muçulmano a Europa tenderá para uma total islamização, algo como "Eurabia" (originalmente o título do jornal editado pelo presidente da associação Franco-Árabe de Solidariedade, Lucien Bitterlein). Oriana Fallaci afirma que a coexistência pacifíca entre o islamismo e o ocidente é impossível.